# Mace (Musikproduzent)
Mace (* 9. Juli 1982 in Mailand als Simone Benussi) ist ein italienischer Musikproduzent und DJ.

## Karriere
Mace begann seine Karriere als Teil des DJ-Duos La Crème zusammen mit dem Rapper Jack the Smoker. Das Duo konnte sich einen Namen in der italienischen Hip-Hop-Szene machen und veröffentlichte 2003 das Album L’alba. Danach war er als Produzent für eine Reihe bekannter italienischer Rapper tätig, darunter Mondo Marcio, Bassi Maestro, Ghemon, Clementino, Noyz Narcos, Jake La Furia und Gemitaiz. Ab 2007 wandte er sich der elektronischen Musik zu und war im Electro-Kollektiv Reset! tätig. Das Kollektiv veröffentlichte 2013 bei Sony das Album Future Madness. Daneben sammelte der Produzent internationale Erfahrungen.
In den späteren Jahren produzierte Mace auch Musik im Popbereich, etwa für The Kolors und Elisa, Annalisa oder Lorenzo Fragola. Mit Pamplona (für Fabri Fibra und Thegiornalisti, 2017) und Nero Bali (für Elodie, Michele Bravi und Guè Pequeno, 2018) zeichnete er für zwei erfolgreiche Sommerhits verantwortlich. Nachdem der Produzent lange im Hintergrund geblieben war, veröffentlichte er 2020 mit Ragazzi della nebbia erstmals ein Lied unter eigenem Namen (zusammen mit FSK Satellite und Irama). Diesem folgte 2021 La canzone nostra (zusammen mit Blanco und Salmo), das die Spitze der italienischen Singlecharts erreichte. Für Februar 2021 hat Mace sein erstes Album OBE angekündigt.

## Diskografie

### Studioalben
| Jahr | Titel Musiklabel         | Höchstplatzierung, Gesamtwochen, AuszeichnungChartplatzierungen (Jahr, Titel, Musiklabel, Platzierungen, Wochen, Auszeichnungen, Anmerkungen) | Höchstplatzierung, Gesamtwochen, AuszeichnungChartplatzierungen (Jahr, Titel, Musiklabel, Platzierungen, Wochen, Auszeichnungen, Anmerkungen) | Anmerkungen                                               |
| Jahr | Titel Musiklabel         | IT | CH | Anmerkungen                                               |
| ---- | ------------------------ | --- | --- | --------------------------------------------------------- |
| 2021 | OBE Island Records (UMG) | IT1 ×3Dreifachplatin · (123 Wo.)IT | CH34 (2 Wo.)CH | Erstveröffentlichung: 4. Februar 2021 Verkäufe: + 150.000 |
| 2022 | Oltre Island (UMG)       | — | — | Erstveröffentlichung: 26. Mai 2022                        |
| 2024 | Maya Island (UMG)        | IT2 Platin · (… Wo.)IT | CH21 (2 Wo.)CH | Erstveröffentlichung: 12. April 2024 Verkäufe: + 50.000   |

### EPs
- 2019: Love Anthem

### Singles
| Jahr | Titel Album                      | Höchstplatzierung, Gesamtwochen, AuszeichnungChartplatzierungen (Jahr, Titel, Album, Platzierungen, Wochen, Auszeichnungen, Anmerkungen) | Höchstplatzierung, Gesamtwochen, AuszeichnungChartplatzierungen (Jahr, Titel, Album, Platzierungen, Wochen, Auszeichnungen, Anmerkungen) | Anmerkungen                                                                  |
| Jahr | Titel Album                      | IT | CH | Anmerkungen                                                                  |
| --- | -------------------------------- | --- | --- | ---------------------------------------------------------------------------- |
| 2019 | Non mi fido –                    | IT96 (1 Wo.)IT | — | Erstveröffentlichung: 11. Dezember 2019 Side Baby, Psicologi & Mace          |
| 2020 | Ragazzi della nebbia OBE         | IT54 (2 Wo.)IT | — | Erstveröffentlichung: 12. November 2020 mit FSK Satellite & Irama            |
| 2021 | La canzone nostra OBE            | IT1 ×6Sechsfachplatin · (81 Wo.)IT | — | Erstveröffentlichung: 7. Januar 2021 Verkäufe: + 600.000; mit Blanco & Salmo |
| 2021 | Ogni pensiero vola Magica musica | IT81 (1 Wo.)IT | — | Erstveröffentlichung: 22. Januar 2021 mit Venerus                            |
| 2024 | Non mi riconosco Maya            | IT63 (2 Wo.)IT | — | Erstveröffentlichung: 22. Februar 2024 mit Centomilacarie & Salmo            |
| 2024 | Ruggine Maya                     | IT40 Gold · (4 Wo.)IT | — | Erstveröffentlichung: 7. März 2024 mit Chiello & Coez                        |
| Folgende Lieder erschienen nicht als Single, wurden aber durch das Album zum Download und Streaming bereitgestellt und konnten somit eine Platzierung erlangen: |                                  | | |                                                                              |
| |                                  | | |                                                                              |
| 2021 | Buonanotte OBE                   | IT4 Platin · (4 Wo.)IT | — | Verkäufe: + 100.000; mit Noyz Narcos & Franco126 feat. Side Baby             |
| 2021 | Dal tramonto all’albate OBE      | IT12 Gold · (2 Wo.)IT | — | Verkäufe: + 50.000; mit Venerus & Gemitaiz                                   |
| 2021 | Colpa tua OBE                    | IT13 Gold · (2 Wo.)IT | — | Verkäufe: + 50.000; mit Venerus & Guè Pequeno                                |
| 2021 | Non vivo più sulla terra OBE     | IT19 Gold · (2 Wo.)IT | — | Verkäufe: + 50.000; mit Rkomi & Venerus                                      |
| 2021 | Top Boy OBE                      | IT20 Gold · (4 Wo.)IT | — | Verkäufe: + 35.000 mit Geolier                                               |
| 2021 | Acqua OBE                        | IT24 Gold · (2 Wo.)IT | — | Verkäufe: + 50.000; mit Rkomi & Madame                                       |
| 2021 | Sirena OBE                       | IT27 Gold · (2 Wo.)IT | — | Verkäufe: + 50.000; mit Ernia & Samurai Jay feat. Darrn                      |
| 2021 | Notte fonda OBE                  | IT28 (2 Wo.)IT | — | mit Ketama126 & Psicologi                                                    |
| 2021 | Sogni lucidi OBE                 | IT33 (2 Wo.)IT | — | mit Carl Brave & Rosa Chemical                                               |
| 2021 | Candyman OBE                     | IT36 (1 Wo.)IT | — | mit Gemitaiz                                                                 |
| 2021 | Dio Non È Sordo OBE              | IT37 (2 Wo.)IT | — | mit Izi & Jack The Smoker feat. Jake La Furia                                |
| 2021 | Senza fiato OBE                  | IT43 Gold · (2 Wo.)IT | — | Verkäufe: + 50.000 mit Venerus feat. Joan Thiele                             |
| 2021 | Ayahuasca OBE                    | IT44 (1 Wo.)IT | — | mit Colapesce & Chiello_Fsk                                                  |
| 2021 | Scostumato OBE                   | IT92 (1 Wo.)IT | — | mit J.Lord & Fritz Da Cat                                                    |
| 2021 | Hallucination OBE                | IT98 (1 Wo.)IT | — |                                                                              |
| 2024 | Tutto fuori controllo Maya       | IT15 Gold · (5 Wo.)IT | — | Verkäufe: + 50.000 feat. Kid Yugi, Izi & Franco126                           |
| 2024 | Praise the Lord Maya             | IT22 Gold · (4 Wo.)IT | — | Verkäufe: + 50.000 feat. Tony Boy, Guè & Noyz Narcos                         |
| 2024 | Fuoco di paglia Maya             | IT29 Gold · (3 Wo.)IT | — | Verkäufe: + 50.000 feat. Marco Mengoni, Frah Quintale & Gemitaiz             |
| 2024 | Meteore Maya                     | IT31 (2 Wo.)IT | — | feat. Izi, Centomilacarie & Gemitaiz                                         |
| 2024 | Lumiere Maya                     | IT35 (2 Wo.)IT | — | feat. Izi, Ernia, Tony Boy & Digital Astro                                   |
| 2024 | Nuovo me Maya                    | IT62 (1 Wo.)IT | — | feat. Rkomi, Bresh & Iako                                                    |
| 2024 | Mai Più Maya                     | IT71 (1 Wo.)IT | — | feat. Fabri Fibra, Fulminacci & Vins                                         |
| 2024 | Viaggio contro la paura Maya     | IT73 (1 Wo.)IT | — | feat. Joan Thiele & Gemitaiz                                                 |
| 2024 | Mentre il mondo esplode Maya     | IT75 (1 Wo.)IT | — | feat. Marco Castello & Ele A                                                 |
| 2024 | La guerra Maya                   | IT79 (1 Wo.)IT | — | feat. Frah Quintale & Venerus                                                |

Weitere Lieder mit Auszeichnungen
- 2019: Love Anthem No.1 (mit Venerus, IT: Gold, Verkäufe: + 35.000)

### Gastbeiträge
| Jahr | Titel Album            | Höchstplatzierung, Gesamtwochen, AuszeichnungChartplatzierungen (Jahr, Titel, Album, Platzierungen, Wochen, Auszeichnungen, Anmerkungen) | Höchstplatzierung, Gesamtwochen, AuszeichnungChartplatzierungen (Jahr, Titel, Album, Platzierungen, Wochen, Auszeichnungen, Anmerkungen) | Anmerkungen                                    |
| Jahr | Titel Album            | IT | CH | Anmerkungen                                    |
| --- | ---------------------- | --- | --- | ---------------------------------------------- |
| Folgende Lieder erschienen nicht als Single, wurden aber durch das Album zum Download und Streaming bereitgestellt und konnten somit eine Platzierung erlangen: |                        | | |                                                |
| |                        | | |                                                |
| 2021 | 10 ragazze Taxi Driver | IT6 ×2Doppelplatin · (25 Wo.)IT | — | Verkäufe: + 140.000; Rkomi feat. Ernia & Mace  |
| 2024 | Una vita fa Dio lo sa  | IT23 Gold · (5 Wo.)IT | — | Verkäufe: + 50.000; Geolier feat. Shiva & Mace |

## Belege
1. ↑  Simo Mace. Abgerufen am 23. Februar 2022.
2. ↑  Claudio Cabona: Mace, Salmo e Blanco: “La canzone nostra” non è quello che vi aspettate. In: Rockol.it. 5. Januar 2021, abgerufen am 25. Januar 2021 (italienisch).
3. ↑  Mattia Marzi: Chi è Mace, dietro al successo de “La canzone nostra” con Salmo e Blanco. In: Rockol.it. 18. Januar 2021, abgerufen am 25. Januar 2021 (italienisch).
4. 1 2 3  Chartquellen: IT CH
5. 1 2  Mace, certificazioni. FIMI, abgerufen am 20. November 2024 (italienisch).

| Personendaten    | Personendaten                       |
| ---------------- | ----------------------------------- |
| NAME             | Mace                                |
| ALTERNATIVNAMEN  | Benussi, Simone (Geburtsname)       |
| KURZBESCHREIBUNG | italienischer Musikproduzent und DJ |
| GEBURTSDATUM     | 9. Juli 1982                        |
| GEBURTSORT       | Mailand                             |